# AI Song Contest
L'AI Song Contest (en neerlandès: AI Songfestival) és un concurs musical internacional, organitzat per les cadenes de televisió neerlandesa VPRO i amb la col·laboració de NPO 3FM i NPO Innovation després de la cancel·lació d'Eurovisió (així com el festival d'Europa Lliure a Alemanya), amb ajuda de la UER. El festival compte amb participants de tot el món que representen un país (principalment països europeus). El concurs va ser similar a Eurovisió, excepte perquè va tenir una durada més curta a la seua primera edició.
L'edició del 2022 serà la primera a tenir una semifinal.
La creadora del programa va ser Karin van Dijk, de VPRO. La primera edició va ser guanyada per l'equip Uncanny Valley d'Austràlia i la segona per l'equip M.O.G.I.I.7.E.D. dels Estats Units.

## Format
Qualsevol país pot enviar entrades per a una cançó que utilitzi intel·ligència artificial (IA). Les cançons es fan amb l'ajut d'un conjunt de dades amb cançons, algoritmes i aprenentatge automàtic del Festival de la Cançó d'Eurovisió. Es permet l'entrada humana a la cançó.
Igual que al Festival d'Eurovisió, la cançó no pot durar més de tres minuts. A més, hi ha una distribució similar de punts, amb un 50% determinat per un jurat professional i un 50% pel públic.

## Països i equips participants
A la primera edició, vuit països van participar amb dos representants cadascú, encara que en el cas d'Alemanya en van ser 3. La segona edició va comptar amb 49 equips de més de 20 països. I a la segona van participar divuit països (entre ells Catalunya) i una entrada formada per un equip fet per mexicans i suecs. Per a la tercera edició s'han enviat més de 100 candidatures. Un equip gallec, va enviar la seva cancó per als organitzadors. El dia 15 de juny de 2022 es revelaran tots els participants d'aquesta edició.
| Any  | Països segons el seu debut                                                                             |
| ---- | --- |
| 2020 | Alemanya, Austràlia, Bèlgica, França, Països Baixos, Regne Unit, Suècia, Suïssa                        |
| 2021 | Bolívia, Brasil, Canadà, Catalunya, Corea, Espanya, Estats Units, Hongria, Irlanda, Mèxic, Nepal, Xina |
| 2022 | Galícia                                                                                                |
| 2023 | Guatemala, Macedònia del Nord, Xile, Rússia                                                            |

| Any  | Països segons es retiren |
| ---- | ------------------------ |
| 2021 | Austràlia, Suïssa        |

## Guanyadors

### Per edició
| Any  | Guanyador      | Intèrpret        | Cançó                     |
| ---- | -------------- | ---------------- | ------------------------- |
| 2020 | Austràlia      | Uncanny Valley   | Beautiful the World       |
| 2021 | Estats Units   | M.O.G.I.I.7.E.D. | Listen to Your Body Choir |
| 2022 | Per determinar | Per determinar   | Per determinar            |

### Per país
| Victòries | País         | Edicions |
| --------- | ------------ | -------- |
| 1         | Austràlia    | 2020     |
| 1         | Estats Units | 2021     |

### Per llengua
| Victòries | Llengua | Edicions    |
| --------- | ------- | ----------- |
| 2         | Anglès  | 2020 i 2021 |

## Presentadors
Els presentadors del festival han sigut Lieven Scheire, un còmic neerlandès, i Emma Wortelboer, presentadora de televisió neerlandesa i Cesar Majorana a la segona edició (fins al moment).
| Any  | Ciutat                                      | País          | Presentador                      |
| ---- | ------------------------------------------- | ------------- | -------------------------------- |
| 2020 | Cap (Es va fer a través de l'emissora VPRO) | Països Baixos | Lieven Scheire i Emma Wortelboer |
| 2021 | Lieja                                       | Bèlgica       | Cesar Majorana                   |
| 2022 | Per determinar                              |               | Per determinar                   |

## Jurat
El festival compte amb un jurat conegut com "els experts". En la primera edició va ser Hendrik Vincent Koops de RTL Nederland com a portaveu, Anna Huang de Google Brain i Ed Newton-Rex de ByteDance. En la segona edició, hi va haver 8 membres al jurat que van ser: Ryan Groves d'Infinitive Album, Imogen Heap, una cantant anglesa, Anna Huang de Google Brain (que repeteix com a membre del jurat així com a representant), Rujing Huang de KTH (KTH va representar Suècia junt a KMH i Doremir), Ajay Kapur del California Institute of the Arts, Koops (que torna a formar part del jurat), Mark Simos de Berklee College of Music i l'equip Uncanny Valley (guanyadors de la primera edició).

## Països Catalans al festival d'IA
Catalunya va fer la seva primera aparició a la segona edició del festival gràcies a l'equip AImCAT. Va arribar a l'onzena posició amb 16.2 punts, la cinquena posició per part del jurat i la primera posició amb 11.2 punts pels vots del públic. Per altra banda, Andorra, Catalunya del Nord, les Illes Balears i les Illes Pitiüses, i el País Valencià no han pres lloc al festival. Tampoc, la franja oriental, El Carxe, o l'Alguer de Sardenya.

## Edicions

### 2020
El I Festival de la Cançó d'IA va ser l'edició inaugural del festival de les intel·ligències artificials. El festival va ser guanyat per Austràlia gràcies a Uncanny Valley.
Al contrari que en Eurovisió, un país pot competir amb més d'un representant.
El jurat consisteix en tres experts de les intel·ligències artificials que avaluen cada entrada en funció de l'ús d'IA en les seves composicions:
- Països Baixos – Vincent Koops (RTL Nederland), portaveu
- Estats Units – Anna Huang (Google Brain)
- Regne Unit – Ed Newton-Rex (ByteDance)

En Lieven Scheire va ser el presentador del programa i l'Emma Wortelboer es va encarregar dels vots online.
Països participants:
| País          | Artista(es)                  | Cançó                              | Lloc | Punts |
| ------------- | ---------------------------- | ---------------------------------- | ---- | ----- |
| Alemanya      | Dadabots x Portrait XO       | I'll Marry You, Punk Come          | 2    | 19,4  |
| Alemanya      | Ligatur                      | Offshore in Deep Water             | 12   | 8     |
| Alemanya      | OVGneUrovision               | Traveller in Time                  | 11   | 9,6   |
| Austràlia     | Uncanny Valley               | Beautiful the World                | 1    | 19,8  |
| Bèlgica       | Beatroots                    | Violent Delights Have Violent Ends | 8    | 11,3  |
| Bèlgica       | Polaris                      | Princess                           | 7    | 12,1  |
| França        | Algomus & Friends            | I Keep Counting                    | 12,1 | 7     |
| Països Baixos | Can AI Kick It               | Abbus                              | 3    | 17,8  |
| Països Baixos | COMPUTD / Shuman & Angel-Eye | I Write a Song                     | 5    | 13,8  |
| Regne Unit    | Bretry                       | Hope Rose High                     | 6    | 13,7  |
| Suècia        | KTH/KMH+Doremir              | Come To Ge Ther                    | 10   | 10,9  |
| Suïssa        | New Piano                    | Painful Words                      | 13   | 5,2   |

### 2022
L'AI Song Contest 2022 (en neerlandès: AI Songfestival 2022) sera la tercera edición del festival. Aquesta edició es farà a l'estiu de 2022. Es desconeix si participará algun equip de Catalunya o de la resta dels Països Catalans.
Es van obrir les portes per enviar una candidatura per a aquesta edició i es podrà enviar fins a l'1 de juny.
- AIMCAT En una entrevista feta per Banyoles TV a Thomas Nihlén, cap del projecte de l'Associació catalana AIMCAT de música i intel·ligència artificial i que actualment viu a Banyoles, no va descartar tornar al festival de l'any següent.[26]D'altra banda, els mateixos organitzadors del festival van escriure al seu compte oficial de Twitter que el grup seria ben rebut a la propera edició.[27]